# Federico de Madrazo y Kuntz

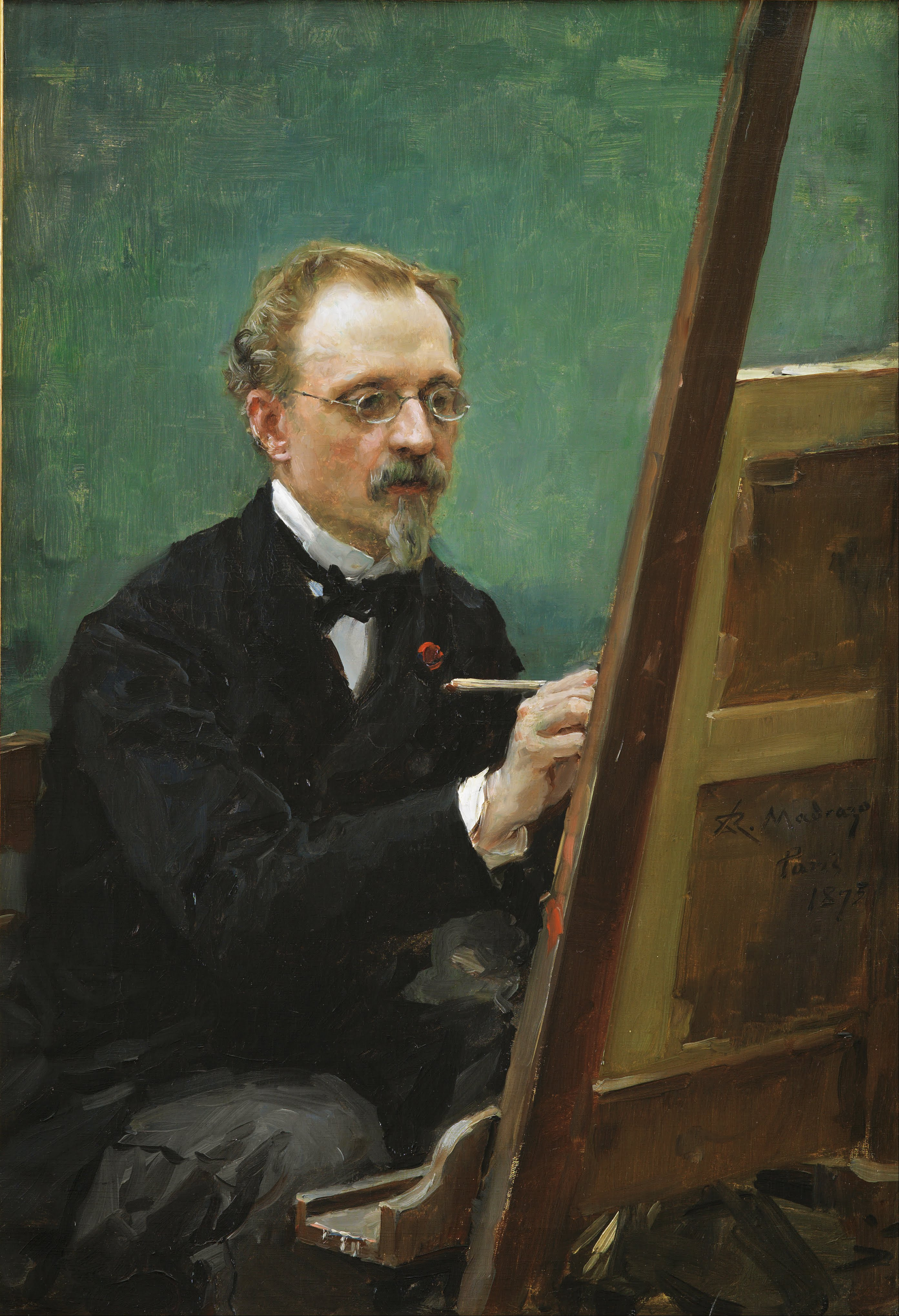
Federico de Madrazo (1875)

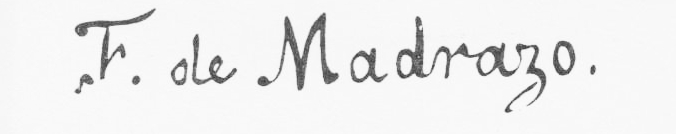
Künstlersignatur von Federico de Madrazo y Kuntz

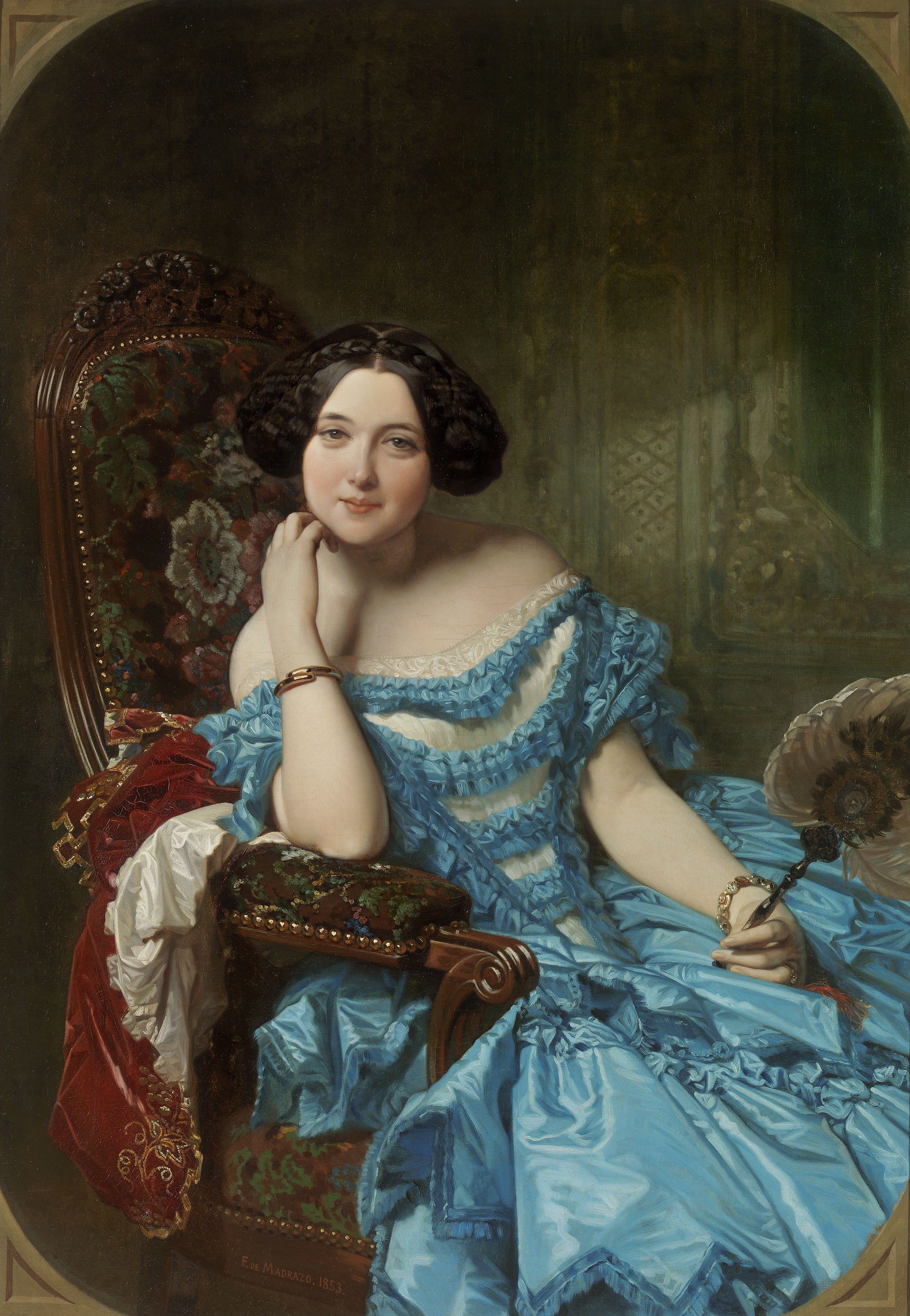
La Condesa de Vilches, Öl auf Leinwand, 126 × 89 cm (1853), Museo del Prado

Federico de Madrazo y Kuntz (* 9. Februar 1815 in Rom; † 10. Juni 1894 in Madrid) war ein spanischer Maler und Lithograf der Romantik und von 1860 bis 1868 sowie von 1881 bis zu seinem Tod Direktor des Museo del Prado.

## Leben
Madrazo war das Kind einer spanischen Malerdynastie. Sein Vater war der Maler José de Madrazo y Agudo. Auch sein Bruder Louis und sein Sohn Raimundo ergriffen den Malerberuf, seine Brüder Pedro und Juan betätigten sich als Kritiker bzw. Architekt.
Federico de Madrazos Eltern hatten sich in Rom kennengelernt, seine Mutter war Isabel (Elisabeth), eine Tochter des Malers Tadeusz Kuntze. Er wurde in St. Peter getauft; sein Taufpate war Prinz Friedrich von Sachsen. Die Familie zog 1819 nach Madrid.
Eine erste künstlerische Ausbildung erhielt Federico de Madrazo von seinem Vater, von Carlos Luis de Rivera, Esteban Velazquez und José Aparicion. Bereits als Jugendlicher von vierzehn Jahren malte er eine Auferstehungsszene, die von Königin Maria Christina erworben wurde.
Er besuchte die königliche Akademie von San Fernando. 1832 ging er nach Paris, wo er bei Franz Xaver Winterhalter und Jean-Auguste-Dominique Ingres seine Studien fortsetzte. 1835, zurück in Madrid, gründete er zusammen mit seinem Bruder Pedro und Eugenio de Ochoa die Kunstzeitschrift El Artista.  Nach einem weiteren Aufenthalt 1837 in Paris siedelte er 1840 nach Rom über, wo er die deutschen Nazarener kennenlernte und sich zu ihnen hingezogen fühlte. Sein Bild Die drei Marien gilt als Ergebnis dieser Begegnung. 1842 kehrte er endgültig nach Madrid zurück, wo er das Amt eines Hofmalers von Königin Isabella II. erhielt. Bei den nationalen Ausstellungen Spaniens wurden ihm 1838, 1839 und 1855 Goldmedaillen verliehen. 1846 wurde er zum Ritter der Ehrenlegion ernannt.
Es schloss sich am 19. Juli 1868 die Ernennung zum Direktor des Museo del Prado, die er bereits drei Jahre vorher angestrebt hatte und die zum Präsidenten der Akademie von San Fernando an; ein Amt, das er neunmal innehatte. In seiner Zeit als Direktor des Prado gab er eine Neufassung des Katalogs in Auftrag und war auf einen weiteren Ausbau der Sammlungen bedacht. 1867 war das seit seiner Gründung beträchtlich erweiterte Museum sonntags derart überfüllt, dass Saalordner eingestellt werden mussten. Mit dem Sturz und der Flucht Isabella II. im Jahr 1868 ergaben sich für den Prado Veränderungen: das Museum wurde verstaatlicht. Federico de Madrazo y Kuntz reichte am 19. November 1868 seinen Rücktritt als Museumsdirektor ein. Vom 14. Mai 1881 bis zu seinem Tod war er später erneut Direktor des Prado. Seit 1865 war er assoziiertes Mitglied (Élu associé) der Académie royale des Sciences, des Lettres et des Beaux-Arts de Belgique (Classe des Beaux-Arts). 1873 wurde er als auswärtiges Mitglied in die Académie des Beaux-Arts aufgenommen.
Federico de Madrazo y Kuntz’ Söhne Ricardo und Raimondo ergriffen ebenfalls den Beruf des Malers. Seine Tochter Cecila heiratete den Maler Mariano Fortuny y Carbó. Federico de Madrazo ist auf dem Cementerio de San Isidro in Madrid begraben.

## Werk

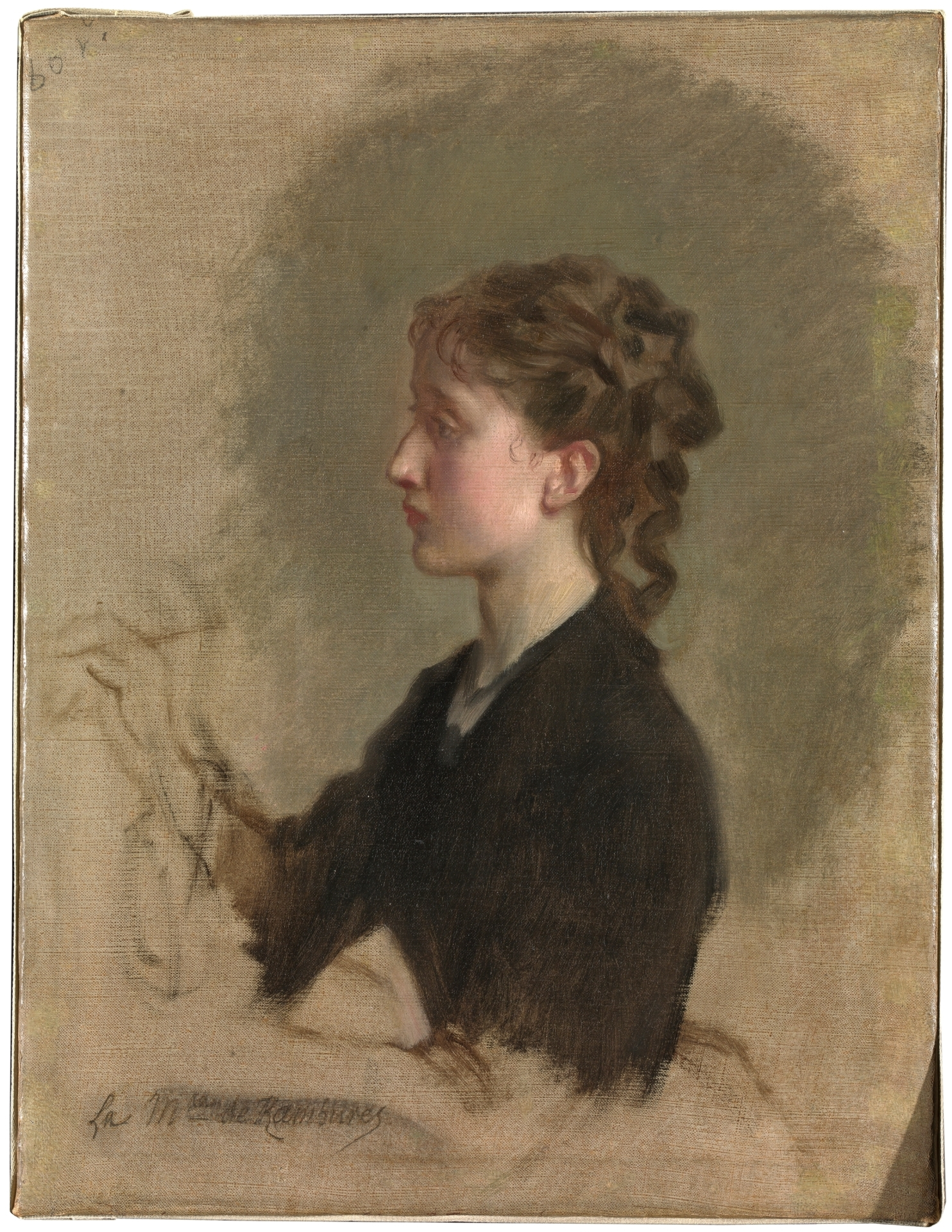
Federico de Madrazo y Kuntz: Louise Amour Marie de Bouillé, spätere Marquise von Rambures, um 1871. Museo del Prado

Madrazos Werk, das der Romantik zugeordnet wird, umfasst vor allem Porträts, insbesondere des spanischen Adels, Historiengemälde und Bilder mit religiösen Themen. Während er zunächst Wert auf sorgfältige und genaue Wiedergabe von Details legte, wurde seine Malerei später „freier und zusammenfassender“. Einer seiner Schüler in Madrid war der französische Maler Léon Bonnat (1833–1922), weiterhin werden José Casado del Alisal, Alejandro Ferrant y Fischermans, José Garnelo und Francisco Pradilla y Ortiz erwähnt.